# Partides simultànies

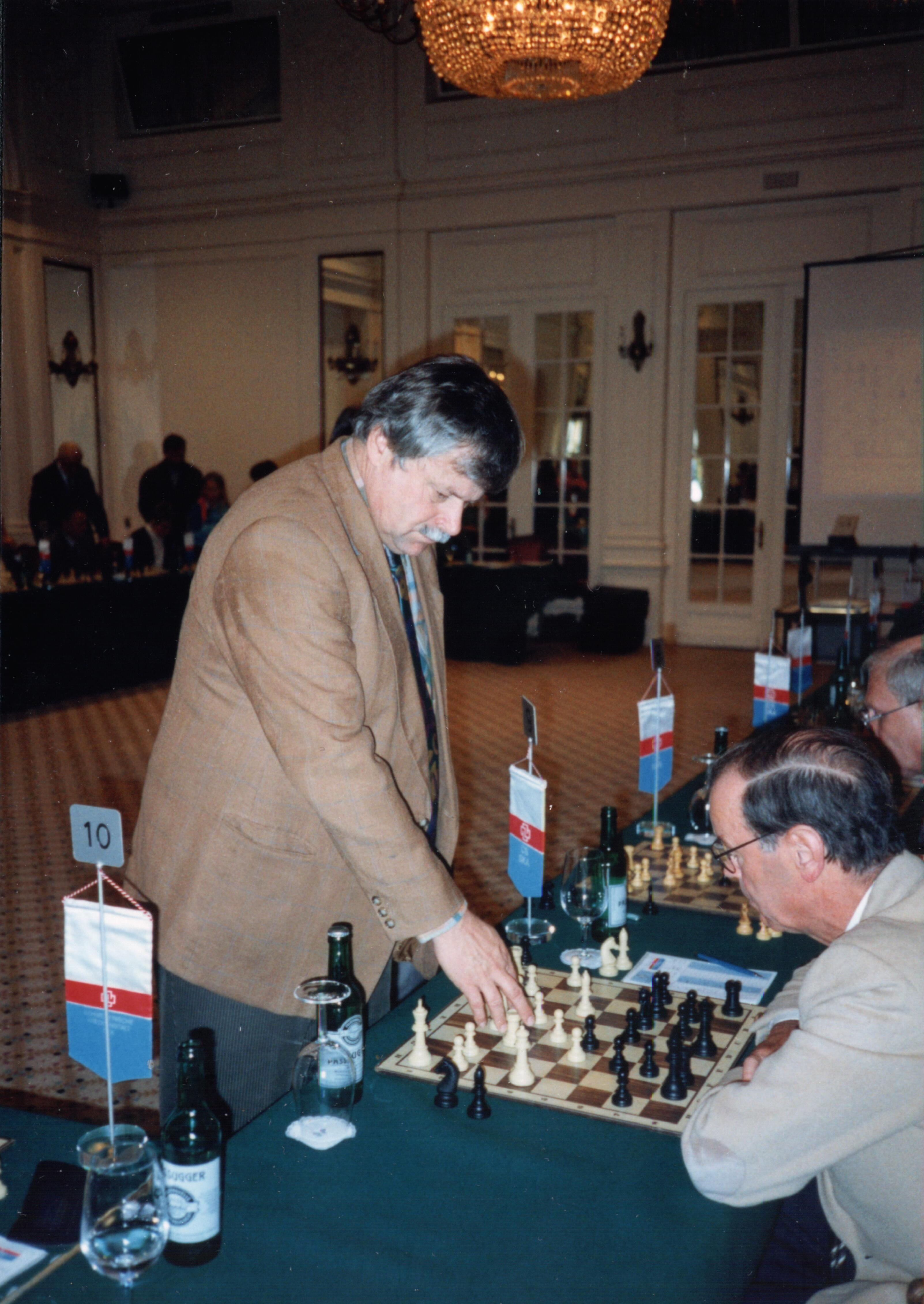
El GM Vlastimil Hort en una exhibició de simultànies, el 1997

Unes partides simultànies o exhibició de simultànies (el concepte s'anomena sovint, simplement, simultànies), és un esdeveniment escaquísitc en què un sol jugador (normalment, un mestre o un Gran Mestre) juga diverses partides d'escacs alhora, contra diversos altres jugadors, habitualment de nivell inferior.

## Tipus de simultànies

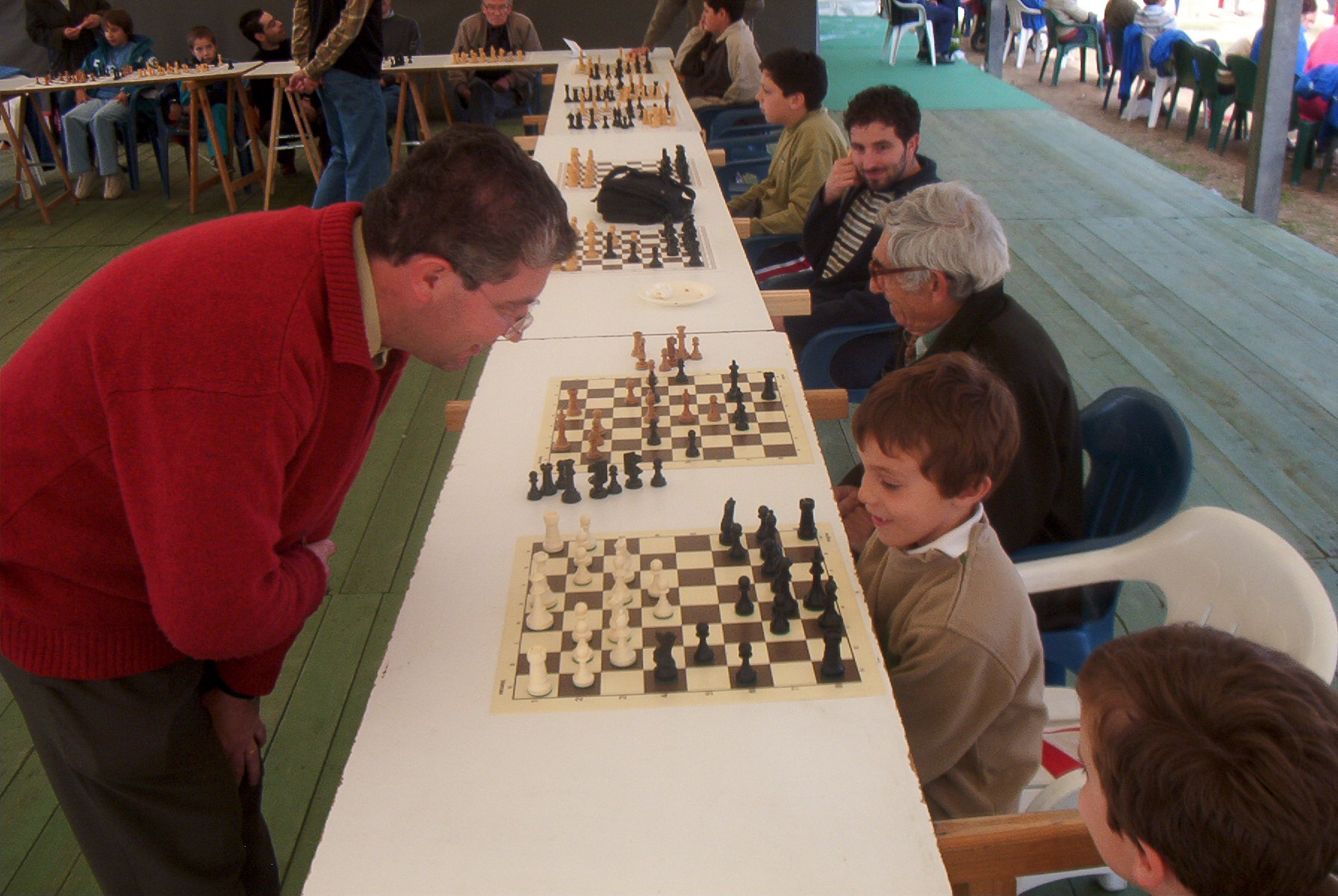
Simultànies a la Fira del Mercat del Ram de Tordera, el 2003.

### Simultànies estàndard
En simultànies, normalment no s'usa rellotge. Els taulers són habitualment col·locats formant un gran cercle o quadrat, i qui dona les simultànies camina per la part interior anant de tauler a tauler en un ordre regular pre-establert. Cada participant espera que el mestre arribi al seu tauler per a fer la seva jugada. Al mestre li convé no trigar massa a fer la seva jugada, i intenta no fer pauses que provocarien que l'exhibició s'allargués molt, sobretot en els casos en què hi ha molts taulers. Les exhibicions llargues incrementen el risc d'errades greus degudes a la fatiga del mestre, especialment cap a les darreries de l'exhibició, quan els participants que encara queden jugant acostumen a ser els més forts jugadors. Quan cada partida acaba, normalment el participant no és reemplaçat per un altre, de manera que cada vegada hi ha menys partides en marxa. En aquest moment, és freqüent introduir el rellotge, per fixar un límit de temps. A la majoria d'exhibicions, el mestre condueix les blanques en totes les partides.

### Simultànies amb rellotge
En simultànies amb rellotge, totes les partides es juguen com en un torneig estàndard, amb el temps controlat. Aquesta mena de simultànies requereix que el mestre accepti tenir un handicap de temps, atès que el seu rellotge pot estar en marxa en diversos taulers a la vegada. Per això, aquesta mena de simultànies es fan usualment a pocs taulers, tot i que els participants, en aquest cas, acostumen a tenir una elevada força de joc.

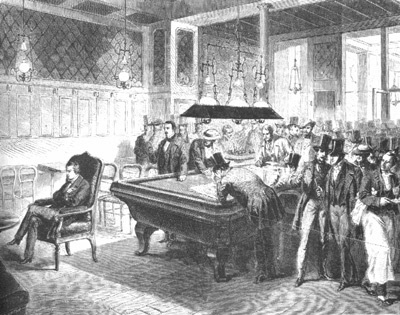
Paul Morphy durant la seva famosa exhibició d'escacs a la cega a Europa, al Café de la Régence, el 1848. El jugador és assegut d'esquena als participants en la sessió.

### Simultànies a la cega
A vegades, alguns Grans Mestres han donat simultànies a la cega. En aquesta mena d'exhibicions, el mestre no pot veure els taulers, sinó que ha de retenir mentalment totes les jugades i posicions. Els participants sí que fan servir tauler i peces de la manera habitual, però quan juguen han de comunicar les seves jugades verbalment al mestre, o bé a un àrbitre o intermediari.

## Consells de Donner
El GM neerlandès Jan Hein Donner ha publicat els següents consells dirigits als jugadors que participin en una exhibició de simultànies.
Si pretens tenir alguna possibilitat de puntuar (guanyar o fer taules), cal que tinguis present el següent:
A. Tingues especial cura en l'obertura. Juga quelcom que coneguis bé. El mestre no estarà especialment satisfet si descobreix que després d'unes vint jugades encara no ha aconseguit avantatge en el teu tauler. Normalment, proposarà taules per mirar de deslliurar-se d'un possible problema futur. No acceptis! La teva audàcia el molestarà.
B. Juga aggressivament. El noranta-nou per cent de les víctimes en una exhibició de simultànies ho són pel seu joc passiu. El mestre que dona les simultànies no té massa temps per calcular variants complexes, però fer-ho és més important en defensa que en atac. A més, per raons psicològiques, el joc agressiu és una molt efectiva manera d'incrementar les possibilitats d'èxit pel participant individual.
C. No tinguis por de canviar peces. Normalment, el mestre sabrà jugar el final molt millor que tu, naturalment, però jugar-lo bé requereix temps per calcular variants complexes, i això és precisament el que el mestre no té. Podria continuar donant consells d'aquesta mena, però en definitiva, tot es redueix a això: no tinguis por!

## Partides destacades
Aquestes són algunes partides rellevants jugades en exhibicions de simultànies:
Un futur campió del món venç el Campió regnant. Capablanca-Botvínnik, simultànies, Leningrad, 1925 1.d4 d5 2.c4 e6 3.Nc3 Nf6 4.Bg5 Nbd7 5.e3 Bb4 6.cxd5 exd5 7.Qb3 c5 8.dxc5 Qa5 9.Bxf6 Nxf6 10.O-O-O O-O 11.Nf3 Be6 12.Nd4 Rac8 13.c6 Bxc3 14.Qxc3 Qxa2 15.Bd3 bxc6 16.Kc2 c5 17.Nxe6 Qa4+ 18.b3 Qa2+ 19.Qb2 Qxb2+ 20.Kxb2 fxe6 21.f3 Rc7 22.Ra1 c4 23.bxc4 dxc4 24.Bc2 Rb8+ 25.Kc1 Nd5 26.Re1 c3 27.Ra3 Nb4 28.Re2 Rd8 29.e4 Rc6 30.Re3 Rd2 31.Raxc3 Rxc2+ 32.Rxc2 Rxc2+ 0-1
La següent partida és un gambit Evans, guanyat per Bobby Fischer, amb blanques, en una exhibició de simultànies a 10 taulers, amb rellotge. Fischer va considerar que aquesta partida estava tan ben jugada que la va incloure al seu conegut llibre My 60 Memorable Games. Fischer - O.Celle, simultànies amb rellotge, Davis, Califòrnia, 1964 1.e4 e5 2.Nf3 Nc6 3.Bc4 Bc5 4.b4 Bxb4 5.c3 Be7 6.d4 d6 7.dxe5 Nxe5 8.Nxe5 dxe5 9.Qh5 g6 10.Qxe5 Nf6 11.Ba3 Rf8 12.O-O Ng4 13.Qg3 Bxa3 14.Nxa3 Qe7 15.Bb5+ c6 16.Nc4 Qe6 17.Rad1 cxb5 18.Qc7 Bd7 19.Nd6+ Ke7 20.Nf5+ gxf5 21.exf5 Rac8 22.Rxd7+ Qxd7 23.f6+ Nxf6 24.Re1+ Ne4 25.Rxe4+ Kf6 26.Qxd7 Rfd8 27.Qg4 1-0
El següent gambit elefant, és una partida guanyada pel jugador de negres contra un famós Gran Mestre. La partida és citada per Walter Korn a Modern Chess Openings. Gligorić-Holze, simultànies, Hamburg 1970 1.e4 e5 2.Cf3 d5 3.exd5 e4 4.De2 Cf6 5.Cc3 Korn recomana 5.d3! Dxd5 6.Cfd2 Ae7 7.Cxe4 0-0 8.Cbc3 Da5 9.Ad2 i les blanques tenien clar avantatge a Keres-De Agustin, Madrid 1943. Ae7 6.Cxe4 0-0 7.d3 Te8 8.Ad2 Cxd5 9.0-0-0 Ae6 9...f5 10.Rb1 Cc6 11.Cc3 Af6 12.Cxd5 Dxd5 13.c4 Dd6 14.Ae3 b5 15.Dc2 Cb4 16.Dc1 bxc4 17.dxc4 Da6 18.a3 Af5+ 19.Ra1 Dxa3#